# (26119) Duden
(26119) Duden est un astéroïde de la ceinture principale.

## Description
(26119) Duden est un astéroïde de la ceinture principale. Il fut découvert le 7 octobre 1991 à Tautenburg par Freimut Börngen. Il présente une orbite caractérisée par un demi-grand axe de 2,41 UA, une excentricité de 0,23 et une inclinaison de 2,1° par rapport à l'écliptique.

## Compléments